# Olof Rydbeck
Olof Rydbeck (15 avril 1913 - 23 décembre 1995) était un diplomate suédois, directeur de Sveriges Radio de 1955 à 1970, ambassadeur de la Suède à l'ONU et Commissaire général de l'UNRWA.

## Biographie

### Jeunesse
Rydbeck est né le 15 avril 1913 à Djursholm, en Suède. Il était le fils du directeur de banque Oscar Rydbeck et de Signe Olsson. Il a épousé Monica Schnell en 1940.

### Éducation
Rydbeck a obtenu une licence en 1934 et un master en 1936 à l'Université d'Uppsala.

### Carrière
Rydbeck a servi dans la première mission de la Suède à l'ONU, dirigée par Östen Undén. En 1952, il a été nommé responsable de la presse au ministère des Affaires étrangères. En 1955, Rydbeck quitte le service diplomatique et devient directeur général de Sveriges Radio (l'organisation nationale de radiodiffusion suédoise), poste qu'il occupe pendant quinze ans. En 1970, Rydbeck retourne au service diplomatique et représente la Suède à l'ONU à New York de 1970 à 1976. Durant cette période, il a été nommé par le Secrétaire général pour négocier l'avenir du Sahara occidental. De 1976 à 1979, il a été ambassadeur au Royaume-Uni. Rydbeck a été Commissaire général de l'UNRWA de 1979 à 1985.
En 1990, Olof Rydbeck a publié ses mémoires, intitulé "I maktens närhet. Diplomat, radiochef, FN-ämbetsman" (Dans le voisinage du pouvoir. Diplomate, directeur de radio, fonctionnaire de l'ONU).
Rydbeck est décédé le 23 décembre 1995 à Stocksund, en Suède

## Distinction
1973 : Prix Björkén